# Stele di Mendes
La Stele di Mendes è una stele commemorativa egizia eretta durante il periodo tolemaico da Tolomeo II a Mendes, nel Basso Egitto dopo l'anno 264 a.C.

## Versioni
- S. Birch, ed., Records of the Past. Vol. 8: Egyptian Texts Archiviato il 10 marzo 2013 in Internet Archive. (1876) pp. 92-102 (in inglese)
- Günther Roeder, ed., Die ägyptische Religion in Texten und Bildern, vol. 1. Die ägyptische Götterwelt (1959) pp. 168-188 (in tedesco)
- Kurt Sethe, Hieroglyphische Urkunden der griechisch-römischen Zeit. Vol. 1 [Urk. II] (Lipsia, 1904) pp. 28-54  Testo (in tedesco)
- H.-J. Thissen, "Mendesstele" in Lexikon der Ägyptologie vol. 4 (1982) pp. 45-46 (in tedesco)